# Зволень
Зво́лень (пол. Zwoleń) — місто в центрально-східній Польщі.
Адміністративний центр Зволенського повіту Мазовецького воєводства.

## Демографія
Демографічна структура станом на 31 березня 2011 року:
|          | Загалом | Допрацездатний вік | Працездатний вік | Постпрацездатний вік |
| -------- | ------- | ------------------ | ---------------- | -------------------- |
| Чоловіки | 3937    | 820                | 2745             | 372                  |
| Жінки    | 4282    | 736                | 2586             | 960                  |
| Разом    | 8219    | 1556               | 5331             | 1332                 |